# Чулков, Фёдор Данилович
Фёдор Данилович Чулков (умер между 1609 и 1614/1615 годами)— российский полковой воевода. Участник событий Смутного времени. Впервые назван среди дворян намеченных к участию в зимнем походе на Швецию. Продолжил службу
в 1589-1608 как голова, помогая на этой должности воеводам в Одоеве, Мценске, Ливнах, Черни, Орле, Ельце. Назван среди основателей Царёв-Борисова. После взятия Крапивны в 1608 году был там  поставлен воеводой. В 1609 году как полковой воевода и дипломат участвовал в русско-шведских переговорах и совместных боевых действиях против сторонников Лжедмитрия II и польских интервентов.

## Имя и идентификация
В конце XVI-начале XVII в России было несколько Фёдоров Чулковых. Кроме Фёдора Даниловича Чулкова принадлежавшего к потомкам Семёна Фёдоровича Кобылы, был князь Фёдор Чулков Ушатый и два представителя рода Чулковых принадлежавшего к потомкам Ратши Фёдор Алексеевич Чулков и Фёдор Иванович Чулков. В одних источниках их указывают с отчеством в других без и возникает проблема идентификации. Разрядные книги в большинстве случаев писали, когда упоминаемый деятель принадлежал к княжескому роду и если он не назван князем, то вероятно речь шла о другом тёзке. Фёдор Алексеевич достоверно упомянут в 1547 году, Фёдор Иванович как воевода упомянут в 1560-е годы. Фёдор Данилович как тульский дворянин в 1580-е и как голова в 1590-е. Некий Фёдор Чулков (с пропущенным отчеством) фигурирующий как голова в XVI-начале XVII века это Фёдор Данилович Чулков, так как Фёдор Иванович жил значительно раньше, а для Фёдора Алексеевича после воеводы стать головой означало бы понижение по службе. В. И. Буганов в указателе к Разрядной книге 1475—1598 года все упоминания головы Фёдора Чулкова как в случае указания отчества Данилович, так и без указания отчества объединил как относящиеся к одному человеку Фёдору Даниловичу Чулкову. У С. А. Белокурова есть четыре упоминания Фёдора Чулкова: в трех он назван без отчества, а в четвёртом описывающем совместные действия Михаила Скопина-Шуйского со шведами назван Фёдором Васильевичем Чулковым. И поэтому в указателе к книге все четыре упоминания С. А. Белокуров ошибочно всех именует под этим отчеством. Но в тексте «Договорной записи князя Михаила Шуйского с шведским воеводой Христиерном Зоме» опубликованной в «Актах исторических собранных и изданных археографической комиссией» соратником Скопина-Шуйского назван дворянин воевода Фёдор Данилович Чулков.
«Русский биографический словарь» и полкового воеводу действовавшего в 1609 году вместе со шведами и полномочного представителя подписавшего через несколько месяцев от имени Михаила Скопина-Шуйского с секретарем шведского короля Карлом Олофсоном считал одним и тем же человеком — Филиппом Чулковым (не указывая отчество).
Так как Фёдор Чулков с отчеством Данилович упомянут не только в русско-шведском договоре 1609 года, но и Боярских списках, а также Разрядных книгах, а Фёдор Чулков с отчеством Васильевич упомянут только Разрядной книге (где кроме него в этом абзаце фигурируют ещё два других Васильевича) и иным источникам не известен (что странно для человека ставшего воеводой) очень высока вероятность, что городского голову, а потом полкового воеводу звали Фёдор Данилович Чулков.

## Происхождение
Фёдор Данилович Чулков принадлежал к тому дворянскому роду Чулковых, что вели своё происхождение от Семёна Фёдоровича Ковылы-Вислого служившего великому князю Василию Дмитриевичу. Сын Семёна Фёдоровича — Семён Семёнович был боярином Василия II Васильевича Тёмного, а сын Семён Семёновича — служил Фёдору Ольговичу Рязанскому. Сын Якова — Иван Тутыха был рязанским боярином (у Ивана Фёдоровича). Внук Ивана Тутыхи — Григорий Ивашкович Чулок был дедом Фёдора. Отцом Фёдора был основатель Тобольска Даниил Григорьевич Чулков. Имевший двух сыновей Данила Даниловича и Фёдора Данилович Чулков.

## Служба
Указан в Боярском списке 1588—1589 года среди дворян намеченных к участию в зимнем походе на Швецию. Среди тульских дворян перечислен среди дворян в 500 четей. Притом среди всех российских дворян он относился к тем, что должны были раньше выступить в поход («ехать наперед»).
1590 году (7098 год) распределяя разряды «на осень» в воеводой сторожевого полку Одоева был назначен Лука Осипович Щербатов, а головой при нём Фёдор Чулков (отчество не указано). Летом 1590 года Фёдор Данилович Чулков был назначен осадным головой Тулы, а вторым осадным головой был назначен Яков Вельяминов. Тот затеял местнический спор, решение которого отложили до окончания службы.
Весной 1591 года (весна 7099 года) воеводой Мценска был назначен Борис Петрович Татев, а головой при нём Фёдор Чулков (отчество не указано).
В 1591 году крымский хан Казы-Гирей II совершал поход на Москву, но под её стенами 5 июля был разбит войском под командованием бояр князя Фёдора Ивановича Мстиславского и Бориса Фёдоровича Годунова. Крымские войска отступили. Войска Ф. И. Мстиславского и Б. Ф. Годунова их преследовали, но 10 июля большая часть войска повернули назад. Лишь отряд дворянина Ивана Васильевича Мясного продолжил преследование до Судбищ. Также из армии Ф. И. Мстиславского на «крымскую украину» были посланы воеводы и головы среди них был Фёдор Данилович Чулков.
В 1591—1592 году (7100 год) воеводой Ливн стал Иван Михайлович Бутурлин, а головой при нём Фёдор Чулков. В мае 1592 года (18 мая 7100) царь Фёдор Иванович приказал И. М. Бутурлину вместе с Артемием Колтовским и Афанасием Зиновьевым «идти на поля за крымскими царевичами». В июне 1592 (1 июня 7100) воевода Иван Михайлович Бутурлин, с Артемием Ивановичем Колтовским и Афанасием Фёдоровичем Зиновьевым пошли воевать «в поле», а в Ливнах (на случай возможной осады) остался Федор Данилович Чулков.
И. М. Бутурлин и Ф. Д. Чулков вместе были в Ливнах до 1595 года (7103 года).
Бутурлина в 1595 году (7103 году) в Ливнах сменил новый воевода Иван Осипович Полев. Этот воевода по царскому приказу направил письменных голов князя Григория Константиновича Волконского, Степана Борисовича Колтовского, а Федора Чулкову и Григория Тургенева во главе боярских детей и ливенских казаков вооруженных пищалями к Осколу на Козью Поляну, чтобы они оповестили ближайшему воеводе если подойдет крымское войско.
В 1596 году (7104 год) Фёдор Данилович Чулков  голова Черни.
Весной 1596 (весна 7104 года) в ожидании набега в Орёл был направлен воевода Василий Тимофеевич Плещеев, головой при нём был Фёдор Данилович Чулков, отправленный из Черни.
В 1597 году (весна 7105 года) в Орле при новом воеводе князе Фёдоре Васильевиче Туренине головой остался Фёдор Чулков.
Фёдор Данилович Чулков был головой в Ельце при воеводе князе Василии Ивановиче Горбатом Мосальском. Где был головой и в 1598 году (7105). В июле 1598 воевода Мосальский и голова Чулков сообщили в Москву новому царю Борису Годунову о том что из Крыма возвращаются русские послы Леонтий Ладыженский и Иван Бунаков сопровождаемые ханскими послами. Вскоре Фёдор Чулков был отозван в Москву и заменён в Ельце головой «Микитой Щепотовым».
В 1599 году воеводы Богдан Яковлевич Бельский и Семён Романович Алферьев посланы на Северский Донец строить город Царёв-Борисов. А головами у этих воевод были: Федор Чулков и Истома Михнев.
В 1608 году (7116) Василий Шуйский направил под Крапивну воевод князя Юрия Петровича Ушатого и князя Семёна Кропоткина. После взятия Крапивны в неё был поставлен воеводой. В разрядных книгах приводимых С. А. Белокуровым запись о воеводстве менее явная на л. 559 «и на Крапивне велено быть Федору Чюлкову» или л. 660 «А на Туле оставил воевод боярина Михаила Федоровича Нагова да Судока Мясново. На Кропивне Федор Чюлков», но разрядной книге 1550—1636 гг. он назван воеводой: «И на Кропивне велено быть воеводе Федору Чюлков.». Фёдор Чулков.
В начале 1609 года начались русско-шведские переговоры о союзе. В марте 1609 года (28 февраля по старому стилю и позже) было подписано несколько договоров по которым шведы предоставляли военный контингент, а Российское государство передавало Карелу и окрестности. В Россию прибыл отряд Якоба Делагарди.
Весной в 1609 года русские полки под командованием воевод Фёдора Чулкова и Семёна Головина в союзе со шведским отрядом под командованием Эверта Горна и Андреем Боем пошли на Русу, а затем в Торопецкий уезд где у села Каменка разбили один из отрядов тушинцев под командованием Яна Кернозицкого, захватив 9 пушек, знамёна и пленных. А затем заняли Порхов и Торопец. В это время другой отряд русского воеводы Корнилы Чоглокова и шведов Клауса Боя и Отогельмера Фарменера занял Торжок, вскоре к нему присоединился отряд из Торопца где был и воевода Фёдор Чулков (у С. А. Белокурова он назван Фёдором Васильевичем Чулковым. Битва под Торжком закончилась победой русско-шведского войска.
Из Калязина в сентябре 1609 года (в августе 7117 года) Фёдор Данилович Чулков в качестве полномочного представителя князя Михаила Скопина-Шуйского вместе с секретарем шведского короля Карла IX Карлом Олофсоном был отправлен к Якобу Делагарди, чтобы «раздать ратным людям деньги». Другой полномочный представитель Ефим Григорьевич Телепнёв должен был поехать со шведами и передать им Корелу. Но жители Корелы заперлись в крепости и отказались подчиняться. Узнав об этом Фёдор Чулков и Ефим Телепнёв не поехали в Корелу, а остановились в Ладоге.

## Владения
Во время смуты Федор Данилович Чулков в залог получил деревню Попово (Чулкова). Она располагалась в Пятницком стане под Новосильским большим лесом на Колпенском отвершке в Новосильском уезде. После его смерти этой деревней владел племянник Филипп. Но в ходе ревизии 1614—1615 года деревню конфисковали и вернули церкви.
В Тульском уезде Федор Данилович Чулков владел селами Чулково, Прудное, Головёнки, сельцами Елькино, Малахово, Озерцы. Его дочь в качестве приданного получила «Тульского уезда, в стану Старом городищи, под самым городом Тулою село Рожественское, Чулково тожь». В 1643 году Феодосия Фёдоровна умерла, а её муж Лев Иванович Долматов-Карпов умер в 1652 году. Из-за села развернулась многолетняя тяжба между с одной стороны правнуками Даниила Даниловича брата Фёдора и Абакумом Ивлеевым с другой стороны.

## Семья
У Федора не было сыновей, а только дочь Феодосия и племянник Филипп. Феодосия Фёдоровна вышла замуж за Льва Ивановича Долматова-Карпова Даниловича.

## Комментарии
1. ↑  В Энциклопедическом словаре Брокгауза и Ефрона в статье о Чулковых Семён Фёдорович написано Ковылы-Кислого
2. ↑  В конце XVI века — XVII веке в российском государстве использовался иной календарь: год начинался в сентябре, даты продолжали указываться по юлианскому стилю (на тот момент разница с григорианским составляла 10 дней) и использовали константинопольскую эру. И даты с сентября по декабрь имели разницу в 5509 лет, а с января по август 5508 лет. Поэтому в статье приведены две даты.
3. ↑  Автор «Славянской энциклопедии. XVII век» в статье о Фёдоре Даниловиче Чулкове указывал 1589 год. Вероятно, эта дата была получена из 7098 год с учетом сентябрьского стиля. Но в данной книге сначала описываются события октября-декабря 7098 года, потом января-августа 7098 и в перечислении воевод украиных городов есть уточнение «быть по осени». А значит речь идёт о событиях 1590 года
4. ↑  В «Разрядной книге 1475-1598 годы» события 7100 года представлены вперемешку и возможно даже пропущен текст[12]
5. ↑  умерший в 1598 году
6. ↑  В разрядной книге в Т. 3  на странице [62] указан 7124 год, но это не может быть 1616 год так как царём назван Фёдор Иванович[к 5], а  Бутурлин погиб в 1606 году[16]
7. ↑  При этом по разрядной книге 1475-1605 гг одновременно (почти в соседних строчках) в Орле указан голова Фёдор Чулков, а в Ельце головой Фёдор Данилович Чулков. Автор «Славянской энциклопедии. XVII век» утверждал, что Ф.Д.Чулков был головой в Орле в 1596 году, а в 1597 году назначен головой в Елец
8. ↑  В исторической литературе есть расхождения о точной дате постройки. Называют 1598, 1599 или 1600 год. Но все они приходятся на правление Бориса Годунова. С.А.Белокуров в книге «Разрядные записи за Смутное время 7113-7121 гг» опубликовал рукопись, где данное событие записано под 30 июля 7117 года, т.е. датировано августом 1607 года  и отнесено к царствованию Василия Шуйского, что ошибочно
9. ↑  М.Г. Спиридов утверждал, что это произошло в 1643 году[38]) , но  челобитная Абакума Ивлеева  приведённая Николаем Федоровичем Андреевым в Москвитянине пишет «В прошлом во 161 году бил челом ….., а ево де Льва Ивановича в прошлом году не стало». 7161 году указанному челобитной соответствует 1652/1653 год н.э.